# Adlène Hicheur
Adlène Hicheur (Sétif, 4 de dezembro de 1976) é um físico de partículas de nacionalidades argelina e francesa, foi professor no Instituto de Física da Universidade Federal do Rio de Janeiro, Rio de Janeiro, Brasil.
Hicheur fora preso na França em 2009 após a polícia interceptar e-mails entre ele e a organização terrorista Al-Qaida no Magrebe, da Argélia, nos quais ele se colocara a disposição do grupo terrorista para “Trabalhar no seio da casa do inimigo central e esvaziar o sangue de suas forças”.
O julgamento de Hicheur ocorreu em 2012, em Paris. Ele ficou preso até maio de 2012, quando foi sentenciado a cinco anos de prisão por planejar ataques terroristas Em 15 de maio ele foi solto e decidiu não recorrer da sentença. À época foi feita uma campanha por amigos e colegas em defesa de Hicheur e o caso foi comparado pela imprensa da Argélia ao de Lotfi Raissi, suspeito de terrorismo posteriormente libertado sem provas.
Após  reportagens da revista Época, Hicheur passou a ser perseguido pela imprensa brasileira.
Posteriormente o jornal O Globo, do mesmo grupo empresarial da Época, informou que o caso de Adlène estava sendo acompanhado pelo Itamaraty e pelos Ministérios da Educação e da Justiça. Nas investigações da Polícia Federal e da Agência Brasileira de Inteligência, sob segredo de justiça e reveladas pela revista, a perícia criminal não encontrou provas contra o professor. Segundo o jornal os policiais informaram que não encontraram nada que ligasse Hicheur a atividades ilegais. Na mesma reportagem O Globo informou que a investigação se iniciou após uma reportagem da CNN em espanhol, que entrevistou os frequentadores de uma mesquita no bairro da Tijuca sobre o Massacre do Charlie Abdou e levou a Polícia Federal a investigar Adlène.
Em julho de 2016, o pedido para renovar o visto de trabalho dele foi negado. Segundo uma nota do Ministério da justiça emitida no dia 15, dada a conveniência ao interesse nacional e tendo falta documentação válida para trabalhar, a polícia federal escoltou ele até o aeroporto internacional do Galeão. A deportação de Adlène Hicheur para a França ocorreu no dia 16.